# Leonid Chitrun
Leonid Iwanowicz Chitrun (ros. Леони́д Ива́нович Хитру́н, ur. 24 czerwca 1930 we wsi Nowickie w rejonie lidzkim, zm. w październiku 2009) – radziecki polityk narodowości białoruskiej.

## Życiorys
Od 1946 był traktorzystą, później szoferem stanicy maszynowo-traktorowej, 1948-1953 studiował w Białoruskiej Akademii Rolniczej, po czym został inżynierem mechanikiem i pracował jako główny inżynier Tretiakowskiej Stanicy Maszynowo-Traktorowej w rejonie lidzkim, następnie w obwodowym zarządzie gospodarki rolnej w Grodnie. Od 1955 członek KPZR, 1958-1959 I zastępca szefa, a 1959-1960 szef zarządu zaopatrzenia materiałowo-technicznego i zarządca obwodowego trustu melioracji w Grodnie, 1960-1961 szef obwodowego zarządu gospodarki rolnej w Grodnie. 1961-1962 przewodniczący obwodowego zjednoczenia "Sielchoztiechnika", 1962-1971 przewodniczący Republikańskiego Zjednoczenia "Biełchoztiechnika", 1971-1972 zastępca przewodniczącego Rady Ministrów Białoruskiej SRR, 1972-1976 I zastępca ministra gospodarki rolnej ZSRR. 1976-1979 ponownie zastępca przewodniczącego Rady Ministrów Białoruskiej SRR, 1979-1980 zastępca kierownika Wydziału Rolnego KC KPZR, od października 1980 do stycznia 1986 przewodniczący Państwowego Komitetu ZSRR ds. Produkcyjno-Technicznego Ubezpieczenia Gospodarki Rolnej, od lipca 1987 do sierpnia 1991 I sekretarz Komitetu Obwodowego KPZR w Riazaniu. Od marca do listopada 1990 przewodniczący Riazańskiej Obwodowej Rady Deputatów Ludowych, od listopada 1990 na emeryturze, od sierpnia 1992 pracował w Moskwie w stowarzyszeniu remontu techniki rolniczej. Deputowany do Rady Najwyższej ZSRR 11 kadencji, deputowany ludowy ZSRR. 1981-1986 członek Centralnej Komisji Rewizyjnej KPZR, od 1986 zastępca członka, a 1990-1991 członek KC KPZR. Odznaczony Orderem Rewolucji Październikowej i trzema Orderami Czerwonego Sztandaru Pracy. Pochowany na Cmentarzu Kuncewskim w Moskwie.